# Нижня Ненінка
Нижня Нені́нка (рос. Нижняя Ненинка) — село у складі Солтонського району Алтайського краю, Росія. Адміністративний центр Нижньоненінської сільської ради.

## Населення
Населення — 700 осіб (2010; 909 у 2002).
Національний склад (станом на 2002 рік):
- росіяни — 85 %